# Val de Ferpècle

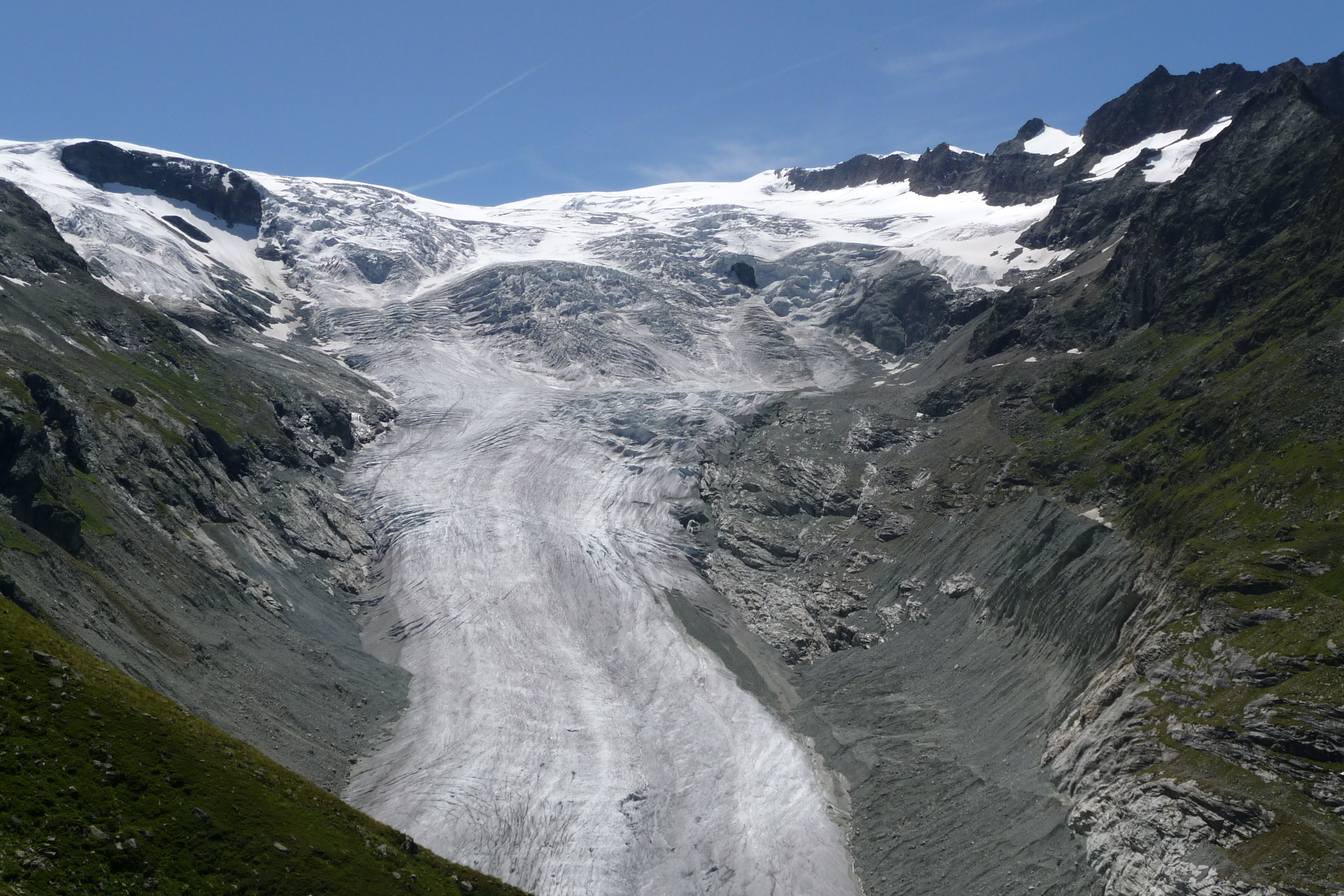
Glacier de Ferpecle

Val de Ferpècle – dolina w Szwajcarii w kantonie Valais, w Alpach Pennińskich. Jej wylot znajduje się w miejscowości Les Haudères, gdzie dolina Val d'Hérens rozdziela się na dwie doliny: zachodnią Val d’Arolla i wschodnią Val de Ferpècle. Stamtąd Val de Ferpècle biegnie na południowy wschód. Od wschodu ogranicza ją zachodnia grań masywu Dent Blanche - Cornier, za którym znajdują się doliny Val de Moiry i Val de Zinal, a od zachodu i południa masyw Bouquetins. Od zachodu oddziela on dolinę Val d'Arolla od doliny Val de Ferpècle, a na południe od włoskiej doliny Valpelline.
Górną część Val de Ferpècle zajmują duże lodowce: Glacier de Ferpècle, Glacier du Mont Miné i Glacier des Manzettes. Wypływa z nich potok La Borgne de Ferpècle, który wpada do rzeki Borgne w dolinie Val d'Hérens. Na potoku znajduje się zapora tworząca niewielki zbiornik retencyjny.
Jedyną miejscowością w dolinie jest Ferpècle. 